# Cal Monetes
Cal Monetes és un edifici del municipi de Sant Pere de Riudebitlles (Alt Penedès) que forma part de l'Inventari del Patrimoni Arquitectònic de Catalunya. L'edifici fou bastit a principis del segle xx.

## Descripció
Cal Monetes és un edifici entre mitgeres situat al peu de la carretera que va des de Sant Sadurní a enllaçar amb la d'Igualada a Sitges. Consta de planta baixa. La façana presenta una composició simètrica
l'element més remarcable és el coronament, format per tres arcs rebaixat motllurats, que oculta la coberta a dues vessants. Són també interessants la utilització de la ceràmica vidriada i el treball de les reixes de les finestres. El conjunt de l'edifici presenta les característiques del llenguatge noucentista.